# Макроструктура ринку
Макрострукту́ра ри́нку — співвідношення попиту і пропонування за товарними групами, тобто видами товарів (послуг), об’єднаним спільністю функціонального призначення і під впливом суспільного поділу праці, що виокремилися в самостійні виробництва і спеціалізовані підприємства (взуття, одяг, меблі, житло, продукти харчування та ін.). Термін застосовується також до фінансового, кредитного і грошового ринків.
Оптимальна макроструктура передбачає на ринку певну рівновагу. Кожного товару випускається стільки, скільки потрібно.

## Структурні зміни
Якісна сторона макроструктури пізнається в залежності від її відповідності сучасним вимогам. З цієї точки зору розрізняють прогресивну, перехідну і відсталу макроструктури. Прогресивною вважається така, що втілює систему високоефективних галузей і виробництв, що діють на основі застосування передової техніки і технології. Перехідна модель макроструктури містить в собі риси нового і старого, коли, наприклад, сусідять допотопні підприємства з новими комплексами. В цілому модель націлена на прогресивні перетворення. 
В умовах ринку економіка діє на основі особливих структуротворчих принципів. 
- По-перше, ринок усуває адміністративне засилля в регулюванні пропорцій;
- по-друге, виробництво орієнтується на запити споживачів, що націлює макроструктуру на зближення з суспільними потребами;
- по-третє, ринкова конкуренція змушує інтенсивно використовувати нововведення у виробництві. Це прискорює утворення нових і перебудову старих галузей. Відкриваються більш широкі перспективи для структурних змін.

Структурна динаміка пов'язана головним чином з інноваціями, які забезпечують структурне оновлення виробництва та випуск нових видів продукції.